# Boris Pietrow (piłkarz)
Boris Nikołajewicz Pietrow, ros. Борис Николаевич Петров (ur. 6 kwietnia 1938 w Moskwie, Rosyjska FSRR, zm. 31 sierpnia 2020 tamże) – rosyjski piłkarz, grający na pozycji pomocnika lub napastnika, trener piłkarski.

## Kariera piłkarska
Wychowanek klubu Mietrostroj Moskwa. Karierę piłkarską rozpoczął w drużynie Chimik Dnieprodzierżyńsk. W końcu 1957 roku przeniósł się do Zirki Kirowohrad. W 1962 powrócił do Moskwy, gdzie bronił barw klubów Spartak Moskwa i CSKA Moskwa. W 1964 został oddelegowany do SKA Odessa. Po zwolnieniu z wojska w 1965 zasilił skład Lokomotiwu Moskwa. Latem 1969 wrócił ponownie do Zirki Kirowohrad, w której zakończył karierę piłkarza w roku 1971.

## Kariera trenerska
Karierę szkoleniowca rozpoczął po zakończeniu kariery piłkarza. Najpierw pracował w klubie Zirka Kirowohrad jako asystent trenera, a od lipca do końca 1974 roku stał na czele Zirki. W 1975 szkolił dzieci w Szkole Sportowej Lokomotiw Moskwa, a potem pomagał trenować pierwszą drużynę Lokomotiwu Moskwa. W 1984 powrócił do Zirki Kirowohrad, gdzie objął stanowisko dyrektora technicznego klubu, a w lipcu 1986 został mianowany na stanowisko głównego trenera Zirki Kirowohrad, którą kierował do listopada 1986 roku. Potem wrócił do pracy z dziećmi w Szkole Sportowej Lokomotiw Moskwa. W 1992 przeniósł się do Szkoły Sportowej Trudowyje Riezierwy Moskwa.

## Sukcesy i odznaczenia

### Sukcesy piłkarskie
Spartak Moskwa
- mistrz ZSRR: 1962

SKA Odessa
- wicemistrz Drugiej Grupy Klasy A ZSRR: 1964

### Odznaczenia
- tytuł Mistrza Sportu ZSRR